# Rus (região)

Rus às vésperas da invasão de Batia (1237)

Rus (em russo antigo e eslavo eclesiástico: рѹсь, рѹсьскаѧ зємлѧ, translit.: Rússia, terra russa; em escandinavo antigo: Garðaríki; em grego bizantino: Ῥωσία; em latim: Russia, Rossia; Rutênia) é uma vasta região etnocultural da Europa Oriental, nome histórico das terras eslavas orientais. O influente Estado da Rus de Kiev, que surgiu nestas terras e cuja prosperidade política ocorreu nos séculos X-XI, tornou-se a base para a formação de uma nação, língua e cultura russa antiga unificada. Em 988, o Batismo da Rus ocorreu de acordo com a tradição cristã oriental (bizantina). A fragmentação feudal da Rússia em principados de apanágio, acompanhada de guerras internas, e a invasão mongol, que teve lugar neste contexto, fizeram com que as suas partes ficassem sob a autoridade de centros de poder externos, interrompendo os processos de consolidação e provocando subsequentemente um desenvolvimento diferente das tradições culturais, linguísticas e, em parte, religiosas. No final do século XV, formou-se um Estado russo unificado e independente no Nordeste da Rus cuja luta com o Grão-Ducado da Lituânia e depois com a Comunidade Polaco-Lituana pela posse das terras rus se tornou uma das principais linhas definidoras da política e da história da Europa Oriental durante vários séculos.

## Nome

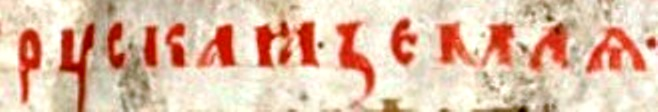
“Terra russa” (“рускаꙗ ꙁємлѧ”) das primeiras linhas do “Conto dos Anos Passados”, lista da Crônica Laurentiana, 1377

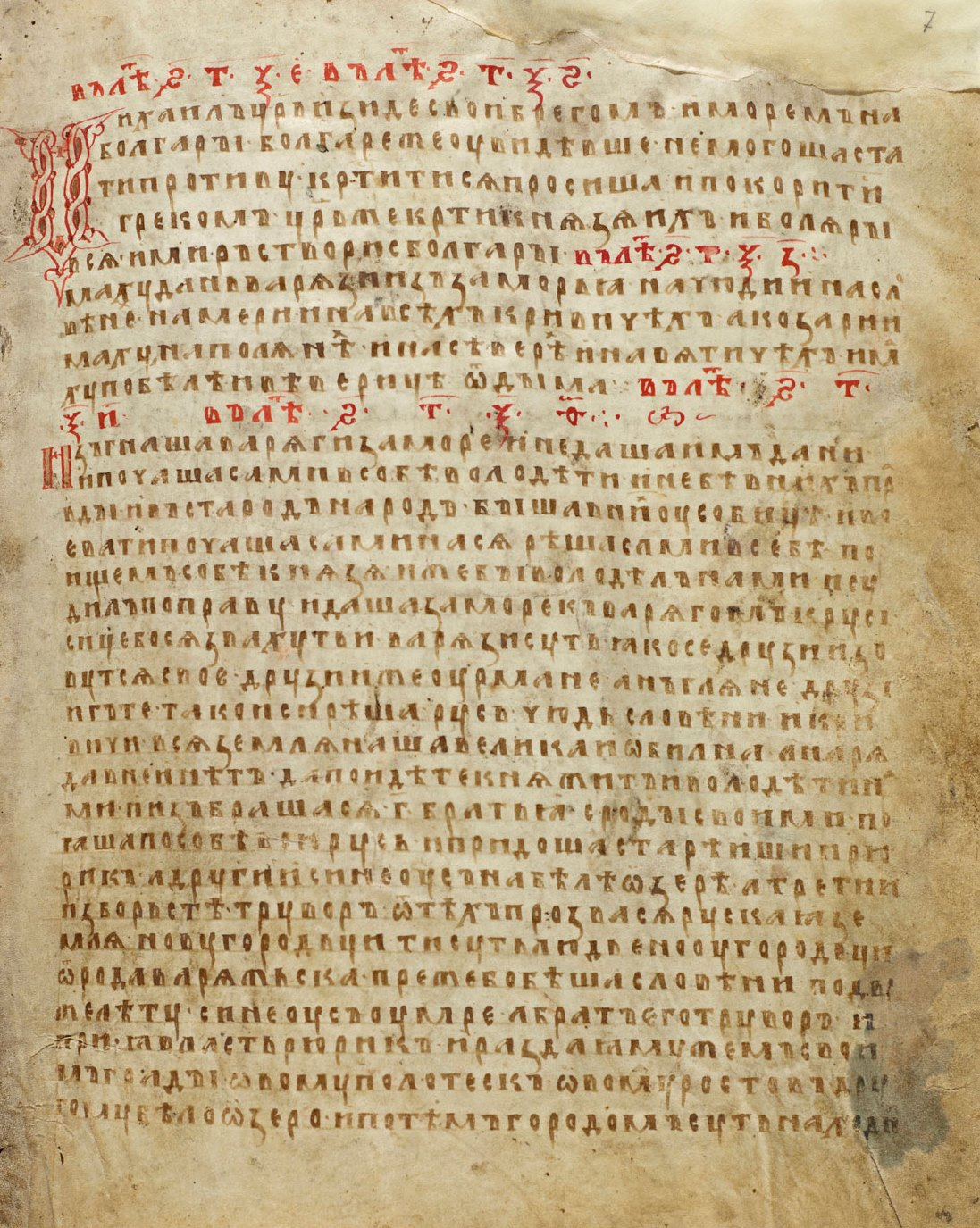
A história do Chamado dos Varangianos no "Conto dos Anos Passados", lista da Crônica Laurentiana, 1377. O termo "Terra russa" é usado em um sentido amplo, incluindo Novogárdia: "E a partir desses varangianos a terra russa foi chamada. Os novgorodianos são as pessoas da família varangiana e, antes disso, eram eslavos”.

O nome da Rus veio do povo Rus, que formava o topo do Estado da antiga Rus. O nome Rus (em russo antigo e eslavo eclesiástico: рѹсь), de acordo com a versão amplamente difundida na ciência, inicialmente designava os escandinavos (varangianos) e veio para a língua russa antiga do escandinavo antigo rōþr “remador” e "campanha em navios a remo", transformado através do finíco ruotsi em russo antigo рѹсь, rѹs, e então gradualmente da elite escandinava foi transferido para todos os povos da Rus antiga. Existem também etimologias severo-iranianas, eslavas e algumas outras. A versão "nortista", versão fínica ocidental (escandinava) (da língua escandinava antiga através de um intermediário fínico ocidental) é a mais justificada do ponto de vista linguístico. A etimologia escandinava constitui o consenso linguístico moderno. As hipóteses de origem "sulista", local ou autóctone do etnónimo Rus (geralmente de línguas iranianas ou eslavas) ocupam um lugar importante nos conceitos dos anti-normandos. As hipóteses "sulistas" são muito pouco fundamentadas, tanto do ponto de vista linguístico como histórico (pressupõe-se a existência de um Estado anterior à Rus de Kiev no sul).
Numa série de fontes relativas aos séculos XI-XIII, a utilização dos conceitos de Rus ou de Terra russa limita-se apenas ao principado de Kiev e a outros territórios do médio Dniepre como posse coletiva dos príncipes rurikoviches e localização do trono grão-ducal. Paralelamente a este significado restrito, existia (desde as primeiras fontes) um significado lato dos termos "Rus" e "Terra russa", referindo-se a todo o território do antigo Estado Rus e dos principados russos ("Sermão sobre a lei e a graça", Crônicas russas). Na historiografia, o termo "Rus" aplica-se a todo o território do antigo Estado Rus desde a sua fundação em 882.
Como consequência da fragmentação política da Rus', surgiram termos clarificadores como Grande Rus', Pequena Rus', bem como divisões medievais tardias de acordo com o esquema de cores (Rus' Branca, Rus' Negra, Rus' Vermelha). Nos títulos de monarcas e representantes do clero que reivindicavam a legitimidade de toda a Rússia, o prefixo "Toda a Rússia" (em russo:  всея Руси, transl. Vseya Rusi (Всеꙗ Русіи, Vseꙗ Rusíi)) era tradicionalmente utilizado.
Desde o final do século XV, nas obras dos escribas ortodoxos sob a influência da educação grega, a Rus começa a aparecer na forma helenizada Ros(s)iya (Рос(с)ия, Rússia), que mais tarde se tornou oficial no Estado russo.
Nas fontes medievais ocidentais, a palavra Rus é encontrada nas formas Russia, Rossia, Rutênia, Roxolania, Ruscia ou Ruzzia. Segundo a tradição historiográfica e jornalística polaco-lituana, a Rus' (em polonês/polaco:  Ruś) designava apenas a Rússia Ocidental que estavam sob o controle dos Estados polaco e lituano, rejeitando as pretensões dos soberanos da "Moscóvia". Este último termo era utilizado pela diplomacia polaco-lituana na Europa. Os polacos consideravam Lvov, a capital da voivodia rus, como a principal cidade da Rus'. Apesar de esta terminologia ter sido frequentemente adotada por fontes ocidentais, muitas delas continuaram a designar pelo termo Rus (em alemão:  Reussen, Russland, em francês:  Russie, em inglês:  Russia) todas as terras da Rus histórica.
O conceito de Rus' está muito difundido na cultura e na poesia - Santa Rus', Bilinniaia Rus', Pátria Rus'. A Santa Rússia na cultura e na literatura é entendida como a terra russa, escolhida por Deus para a salvação e iluminada pela fé ortodoxa, e o espaço metafísico, a união dos cristãos ortodoxos centrada em Jerusalém Celestial. Entre outros espaços, a Santa Rússia distingue-se não pela geografia, pelo Estado ou pela etnia, mas pela Ortodoxia. Paráfrases do mesmo discurso são as ideias sobre "Rus - Novo Israel", "Rus - a terceira Roma", "Rus - o reino ortodoxo", etc. A expressão "Santa Rússia" ("Santa e Grande Rússia", "Terra santa russa", etc.) é conhecida desde o séc. XVI, mas o discurso sobre a santidade da Rússia surgiu na vida cotidiana russa bem antes. Desde o início do séc. XVII que o conceito de Santa Rússia está presente na consciência cultural. Nos séculos XVIII-XIX, a Santa Rússia torna-se também um dos temas da cultura russa. Mais tarde, o atributo da santidade, atribuído pela consciência cristã medieval à Igreja, é transferido para o país e a "nação" (protonação). A Santa Rússia também é conhecida no folclore ucraniano.